# Nostalgic 64
| Recensione           | Giudizio |
| -------------------- | -------- |
| Consequence of Sound | B        |
| Potholes in My Blog  |          |
| Sputnikmusic         |          |

Nostalgic 64 è l'album in studio di debutto del rapper statunitense Denzel Curry, pubblicato il 3 settembre 2013 dalle etichette discografiche C9 e L&E.

## Tracce
Crediti adattati dall'account SoundCloud di Denzel Curry. 

Testi di Denzel Curry, eccetto dove indicato.
1. Intro – 0:52 (musica: Rem, Alden Volney)
2. Zone 3 – 3:15 (testo: Curry, Ronald Spencer, Jr. – musica: Ronny J, MarkMC9, POSHstronaut)
3. Parents – 3:02 (musica: Rem, Bodega Creative Co.)
4. Dark & Violent (feat. J.K. the Reaper e Nell) – 4:43 (musica: POSHstronaut, Klvn Tyler)
5. Threatz (feat. Yung Simmie e Robb Banks) – 3:09 (testo: Curry, Andrew Thomas, Richard Burrell, Spencer, Jr. – musica: Ronny J)
6. Mystical Virus, Pt. 3: The Scream (feat. Lil Ugly Mane e Mike G) – 4:23 (testo: Curry, Travis Millier, Michael Griffin II, Spencer, Jr. – musica: Ronny J, POSHstronaut, Bodega Creative Co.)
7. Widescreen – 3:13 (musica: Nuri)
8. N64 – 3:25 (musica: POSHstronaut, Nuri)
9. Like Me (feat. Steven A. Clark) – 5:28 (testo: Curry, Clark – musica: Clark, Rem)
10. Talk That Shit – 2:52 (musica: J GREEN)
11. Benz – 3:11 (musica: Freebase)
12. Denny Cascade – 4:01 (musica: Freebase, POSHstronaut, Denzel Curry)
13. A Day in the Life of Denzel Curry, Pt. 2 – 4:08 (testo: Curry, Robert Thompson – musica: Lofty305, Sydney In Theory)

Campionature
- Zone 3 contiene un campione di "Choky Choke", eseguita da DJ Sound.
- N64 contiene un campione di "C.R.E.A.M.", eseguita dal Wu-Tang Clan.
- Talk That Shit contiene un campione di "Versace", eseguita dai Migos ed un'interpolazione di "Strictly 4 My R.V.I.D.X.R.Z.", eseguita da Curry stesso.
- A Day in the Life of Denzel Curry, Pt. 2 contiene un campione dell'episodio "L'attacco dei clown" della serie animata Billy & Mandy.